# Fiss Pink
Fiss Pink – ósmy studyjny album polskiej rockowej grupy muzycznej Sztywny Pal Azji, wydany 18 maja 2012 roku.

## Skład
- Bartosz Szymoniak – śpiew
- Jarosław Kisiński – gitara
- Wojciech Wołyniak – gitara, klawisze, sampler
- Krystian Różycki – bas, chórki
- Zbigniew Ciaputa – perkusja

Przy tworzeniu piosenek „Spunek”, „Na moim lustrze” oraz „Akvalium” pomagał Paweł Nazimek, basista T.Love. Oprócz tego w nagraniach wzięli udział gościnnie:
- Jakub Bańdur – altówka
- Jakub Gucik – altówka
- Sara Kajzerek – wokal (1,3,12)
- Łukasz Klaus – perkusja (1,2,7,8,10,12,13,15)
- Izabela Kozak – altówka
- Izabela Krzywdziak – Jędrysek – altówka (4,15)
- Michał Żymełka – perkusja (3)

## Utwory
| 1                         | Spunek                 | 3:18 | J. Kisiński    | J. Kisiński, W. Wołyniak               |
| 2                         | 5 chłopców             | 2:25 | J. Kisiński    | J. Kisiński, W. Wołyniak               |
| 3                         | Fiss Pink              | 3:15 | J. Kisiński    | J. Kisiński, W. Wołyniak               |
| 4                         | Bandyta                | 2:35 | J. Kisiński    | J. Kisiński, W. Wołyniak               |
| 5                         | Jak Tess               | 1:36 | J. Kisiński    | J. Kisiński, W. Wołyniak               |
| 6                         | Słońce, gdy jadę szosą | 3:31 | B. Łyszkiewicz | J. Kisiński, W. Wołyniak               |
| 7                         | Lolita                 | 3:23 | J. Kisiński    | J. Kisiński, W. Wołyniak, B. Szymoniak |
| 8                         | Tola toto sen          | 3:39 | J. Kisiński    | J. Kisiński, W. Wołyniak, B. Szymoniak |
| 9                         | Na placu asfaltowym    | 1:17 | J. Kisiński    | J. Kisiński, W. Wolyniak               |
| 10                        | Na moim lustrze        | 2:56 | J. Kisiński    | J. Kisiński, W.Wołyniak                |
| 11                        | Kwasek                 | 1:20 | –              | Z. Ciaputa                             |
| 12                        | Flakon                 | 3:16 | J. Kisiński    | J. Kisiński, W.Wołyniak                |
| 13                        | Akvalium               | 1:51 | J. Kisiński    | J. Kisiński, W.Wołyniak                |
| 14                        | Ani to ani ta          | 3:18 | –              | J. Kisiński, W.Wołyniak                |
| 15                        | Spunka                 | 3:27 | J. Kisiński    | J. Kisiński, W. Wołyniak               |
| „-” utwór instrumentalny. |                        |      |                |                                        |